# 千音寺
千音寺（せんのんじ）は、愛知県名古屋市中川区にある町名。富田町大字千音寺および区画整理事業により成立した千音寺一丁目から同五丁目がある。住居表示未実施。

## 地理
名古屋市中川区の北西部に位置する。東は島井町・海部郡大治町大字砂子、西はあま市七宝町桂、南は富田町大字服部・服部一丁目・七反田町・新家、北は大治町大字西條に接する。

### 字一覧
| - 赤星裏（あかぼしうら） - 市場上屋敷（いちばかみやしき） - 市場下屋敷（いちばしもやしき） - 一本松（いつぽんまつ） - 稲屋（いなや） - 猪ノ木（いのき） - 烏帽子（えぼし） - 上川西（かみかわにし） - 上之坪（かみのつぼ） - 上前田畔（かみまえだぐろ） - 上屋敷（かみやしき） - 川原田（かわはらだ） - 供木（くぎ） - 粉諸（こもろ） - 郷東（ごうひがし） - 桜木（さくらぎ） - 三角（さんかく） - 三反田（さんたんだ） - 三ノ坪（さんのつぼ） - 下川西（しもかわにし） - 下前田畔（しもまえだぐろ） - 甚目寺田（じもくじだ） - 十六割（じゆうろくわり） - 土坪（どつぼ） - 中地（なかち） | - 中狭間（なかはざま） - 中屋敷（なかやしき） - 西尼ケ塚（にしあまがづか） - 西川岸塚（にしかしづか） - 西五反田（にしごたんだ） - 西福正（にしふしよ） - 西屋敷（にしやしき） - 西六反畑（にしろくたんばた） - 狭間（はさま） - 東尼ケ塚（ひがしあまがづか） - 東川岸塚（ひがしかしづか） - 東五反田（ひがしごたんだ） - 東福正（ひがしふしよ） - 東屋敷（ひがしやしき） - 東六反畑（ひがしろくたんばた） - 平毛（ひらげ） - 仏供田（ぼくでん） - 松ノ木（まつのき） - 間渡里（まわたり） - 南島（みなみしま） - 南屋敷（みなみやしき） - 向江（むかえ） - 無田居（むらい） - 諸桑（もろくわ） - 六供（ろっく） |

## 歴史
海東郡千音寺村を前身とする。

### 地名の由来
地内にある行雲寺の別名「千手観音寺」の略称であろうとしている。

### 沿革
- 1889年（明治22年）10月1日 - 町村制施行に伴い、海東郡赤星村大字千音寺となる[2][要文献特定詳細情報]。
- 1906年（明治39年）7月1日 - 合併に伴い、富田村大字千音寺となる[2][要文献特定詳細情報]。
- 1913年（大正2年）7月1日 - 海東郡と海西郡が合併し、海部郡所属となる[2][要文献特定詳細情報]。
- 1944年（昭和19年）2月11日 - 町制施行に伴い、富田町大字千音寺となる[2][要文献特定詳細情報]。
- 1955年（昭和30年）10月1日 - 名古屋市中川区へ編入し、同区富田町大字千音寺となる[2][要文献特定詳細情報]。
- 2005年（平成17年）9月17日 - 一部（字川原田の一部）が新家三丁目となる[WEB 6]。
- 2024年（令和6年）11月23日 (予定) -　一部地域を除き大半の地域は赤星一丁目、二丁目、三丁目及び千音寺一丁目、二丁目、三丁目、四丁目、五丁目となる。
  - 千音寺一丁目が、富田町大字千音寺字東尼ケ塚、字西尼ケ塚の全部、字三角、字烏帽子、字平毛、字一本松、字粉諸の一部により成立[WEB 7]。
  - 千音寺二丁目が、富田町大字千音寺字西五反田、字東五反田、字粉諸、字上屋敷、字西屋敷、字南屋敷、字間渡里、字仏供田、字市場下屋敷、字中屋敷、字東屋敷、字西六反畑、字稲屋の一部により成立[WEB 7]。
  - 千音寺三丁目が、富田町大字千音寺字東六反畑、字供木、字市場上屋敷の全部、字間渡里、字土坪、字市場下屋敷、字中屋敷、字東屋敷、字西六反畑、字稲屋、字郷東、字赤星裏、字狭間の一部により成立[WEB 7]。
  - 千音寺四丁目が、富田町大字服部字七反田の全部、大字千音寺字向江、字南島、字西福正、字十六割、字土坪、字赤星裏、字狭間、字三ノ坪、字東福正の一部により成立[WEB 7]。
  - 千音寺五丁目が、富田町大字千音寺字松ノ木、字諸桑、大字服部字牛浸シの全部、大字千音寺字間渡里、字仏供田、字向江、字南島、字土坪、大字服部字馬黒の一部により成立[WEB 7]。

## 世帯数と人口
2019年（平成31年）2月1日現在の世帯数と人口は以下の通りである。
| 町丁             | 世帯数    | 人口    |
| ---------------- | --------- | ------- |
| 富田町大字千音寺 | 3,261世帯 | 7,321人 |

## 学区
市立小・中学校に通う場合、学校等は以下の通りとなる。また、公立高等学校に通う場合の学区は以下の通りとなる。なお、小・中学校は学校選択制度を導入しておらず、番毎で各学校に指定されている。
| 字                                                                                    | 小学校                                      | 中学校                 | 高等学校 |
| ------------------------------------------------------------------------------------- | ------------------------------------------- | ---------------------- | -------- |
| 千音寺（字なし）、土坪、仏供田、間渡里                                                | 名古屋市立千音寺小学校 名古屋市立赤星小学校 | 名古屋市立はとり中学校 | 尾張学区 |
| 千音寺四丁目、千音寺五丁目、十六割、三ノ坪、西福正、東福正、 松ノ木、南島、向江、諸桑 | 名古屋市立千音寺小学校                      | 名古屋市立はとり中学校 | 尾張学区 |
| 千音寺一丁目、千音寺二丁目、千音寺三丁目、その他の字                                  | 名古屋市立赤星小学校                        | 名古屋市立はとり中学校 | 尾張学区 |

## 交通
- E23 東名阪自動車道
  - 名古屋西インターチェンジ
- C2 名古屋第二環状自動車道
  - 大治南インターチェンジ
- 愛知県道40号名古屋蟹江弥富線（愛知県道115号津島七宝名古屋線重複）
- 愛知県道117号西条中川線

## 施設
- 名古屋市立赤星小学校
- 名古屋市立千音寺小学校
- 名古屋市営千音寺荘
- 名古屋銀行千音寺支店
- 長禅寺
- 行雲寺
- 圓乗寺
- 井阪運輸名古屋営業所
- バロー千音寺店
- ホームセンターバロー千音寺店

## その他

### 日本郵便
- 郵便番号 : 454-0971（富田町大字千音寺）[WEB 2]（集配局：中川郵便局[WEB 10]）。

### WEB
1. 1 2  “町・丁目(大字)別、年齢(10歳階級)別公簿人口(全市・区別)”.   名古屋市 (2019年2月20日). 2019年2月20日閲覧。
2. 1 2  “郵便番号”.  日本郵便. 2019年2月10日閲覧。
3. ↑  “市外局番の一覧”.   総務省. 2019年1月6日閲覧。
4. ↑  “中川区の町名一覧”.   名古屋市 (2015年10月21日). 2019年2月13日閲覧。
5. 1 2 3 4 5 6 7 8 9 10 11 12 13 14 15 16 17 18 19 20 21 22 23 24 25 26 27 28 29 30 31 32 33 34 35 36 37 38 39 40 41 42 43 44 45 46 47 48 49 50  “愛知県名古屋市中川区富田町大字千音寺の住所一覧”.   ゼンリン. 2024年11月18日閲覧。
6. ↑  “中川区の一部で町名・町界変更を実施(平成17年9月17日実施)”.   名古屋市. 2020年1月5日閲覧。
7. 1 2 3 4 5  名古屋市役所スポーツ市民局地域振興部住民課町名表示担当 (2024年10月22日). “名古屋市中川区の一部で町名・町界整理を実施（令和6年11月23日実施）”.   名古屋市. 2024年11月18日閲覧。
8. ↑  “市立小・中学校の通学区域一覧”.   名古屋市 (2018年11月10日). 2019年1月14日閲覧。
9. ↑  “平成29年度以降の愛知県公立高等学校（全日制課程）入学者選抜における通学区域並びに群及びグループ分け案について”.   愛知県教育委員会 (2015年2月16日). 2019年1月14日閲覧。
10. ↑  郵便番号簿 平成29年度版 - 日本郵便. 2019年02月10日閲覧 (PDF)

### 書籍
1. ↑  名古屋市計画局 1992, p. 475.
2. 1 2 3 4 5  名古屋市計画局 1992, p. 830.